# Soane Lilo Foliaki
Soane Lilo Foliaki (ur. 18 kwietnia 1933 w Maʻufanga, zm. 24 grudnia 2013) – tongijski duchowny rzymskokatolicki, marysta, w latach 1994-2008 biskup diecezjalny Tonga.

## Życiorys
Święcenia kapłańskie przyjął 21 lipca 1955 w zakonie marystów. 10 czerwca 1994 papież Jan Paweł II mianował go biskupem Tonga i tym samym zwierzchnikiem Kościoła katolickiego na Tonga i Niue. Sakry udzielił mu 23 czerwca 1994 abp Thomas White, nuncjusz apostolski w Nowej Zelandii, na Fidżi i Nauru. 18 kwietnia 2008 osiągnął biskupi wiek emerytalny (75 lat) i dokładnie w tym dniu zrezygnował ze stanowiska. Od tego czasu pozostawał biskupem seniorem diecezji.